# Severance (Kolorado)
Severance – miasto w Stanach Zjednoczonych, w stanie Kolorado, w hrabstwie Weld.

## Demografia
W roku 2013 miasto zamieszkiwało 3396 osób, a gęstość zaludnienia wynosiła 606,4 osoby/km². W roku 2023 liczba mieszkańców wzrosła do 10 820 osób, a gęstość zaludnienia przekroczyła 1932 osoby/km². Na przestrzeni 10 lat zaludnienie Severance zwiększyło się prawie 3,2-krotnie.